# Sun Air of Scandinavia
Sun Air of Scandinavia is een Deense luchtvaartmaatschappij.

## Vestiging
De maatschappij heeft haar thuisbasis in Billund. Zij voert lijnvluchten uit onder de code van BA als franchisemaatschappij van British Airways. Naast de eigen vliegtuigen gebruikt de maatschappij ook vliegtuigen van British Airways.

## Geschiedenis
Sun Air of Scandinavia is opgericht in 1977. Voor British Airways opereert het bedrijf ook onder de naam British Airways Express.  De eerste drie letters "Sun" komen van de oprichter Niels Sundberg.

## Vloot
De eigen vloot van Sun Air of Scandinavia bestaat uit: (mei 2019 - planespotters)
- 14 Dornier 328-310